# Punta Ala
Punta Ala ist ein Ortsteil (Fraktion, italienisch frazione) der Gemeinde Castiglione della Pescaia im Süden der Toskana. 

## Geografie
Der Ort liegt auf einer Landzunge 21 km nordwestlich des Hauptortes gegenüber der ca. 30 km entfernten Insel Elba, die bei gutem Wetter deutlich zu erkennen ist. Punta Ala liegt bei 638 m s.l.m. und hatte 2001 ca. 319 Einwohner. 2011 waren es 402 Einwohner.

## Geschichte

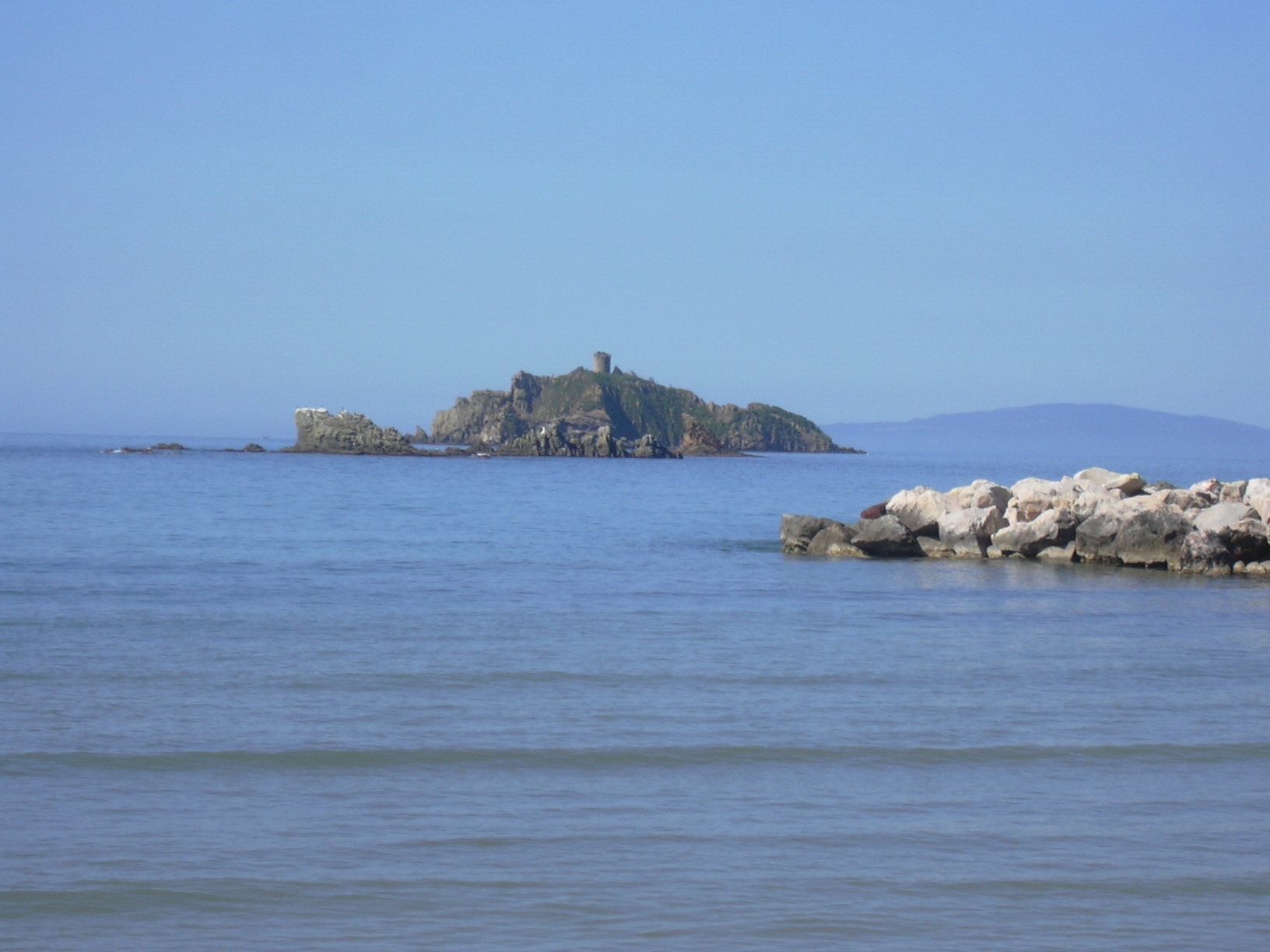
Felseninsel mit Torre dello Sparviero, 16. Jh.

Die Punta Troia genannte Halbinsel gehörte im Mittelalter zu Piombino, einem kleinen Fürstentum der Appiani; dieses wurde von Siena erobert. Nach dem Fall Sienas an Florenz durch Cosimo I. de’ Medici 1555 musste Cosimo laut Vertrag vom 3. Juli 1557 mit Philipps II., der einige der sienesischen Besitzungen (u. a. den Monte Argentario), für sich beanspruchte, auf Piombino verzichten, das Philipp II. dem enteigneten Fürsten Jacopo IV. d'Appiano zurückgeben wollte. Jacopo überließ Cosimo zwar die kleine Halbinsel zum Geschenk für seine Frau Eleonora von Toledo, doch schon fünf Jahre später fiel das Besitztum nach ihrem frühen Tod an die Appiani zurück, die als eine der wenigen vom Großherzogtum Toskana unabhängigen Regionalfürsten verblieben waren. 
Die drei Befestigungsanlagen zum Schutze gegen Piraten – im Norden der Torre Hidalgo, im Süden Il Castello und auf der vorgelagerten Felseninsel der Torre dello Sparviero – stammen aus dieser Zeit auf den Grundmauern früherer Anlagen. Das von Sumpfland der Maremma umgebene und wegen des unzuträglichen Klimas unbewohnbare Terrain hatte eine rein strategische Bedeutung.
Nach wechselnden Besitzungsverhältnissen nach dem Aussterben der Appiani in Piombino fiel die Halbinsel von Punta Troia 1765 an die Habsburger. Ferdinand III. (Toskana) ließ die Befestigungsanlagen verstärken und richtete geräumigere Unterbringungsmöglichkeiten für die Schutztruppen und ihre Familien ein. 
Im Zuge des großen Entwässerungs- und Rekultivierungsprogramms (la bonifica) durch Großherzog Leopold II. (Toskana) wurde 1841 eine Straße zwischen Piombino und Campiglia gebaut, und es siedelten sich Grundbesitzer und Bauern im nunmehr bewohnbaren Umland an. Ein Graf namens Rosselmini Gualandi aus Pisa etablierte erfolgreich das erste Landgut auf der Punta Troia mit Getreideanbau und Viehzucht (Rinder und Pferde). Arbeitskräfte stellten die Einwohner von Scarlino. Die Witwe vermachte den Besitz 1919 einer gemeinnützigen Organisation.
Nach dem Ersten Weltkrieg, im Zeitalter des Faschismus, kaufte Italo Balbo das gesamte Gelände. Außer dem Gualandi-Besitz hatte es zu dieser Zeit nur noch zwei kleinere Höfe gegeben. Der Torre Hidalgo war ein Observatorium der Marine. Der ländliche Alltag war in jener Zeit noch hart: Für die Tränkung des Viehs reichte das mittels Ziehbrunnen schöpfbare Grundwasser, doch um Trinkwasser zu beschaffen, musste man bis hoch auf die Hügel zu einer Quelle laufen.
Auf Italo Balbo geht die Umbenennung der Halbinsel in Punta Ala zurück. Er nahm einige Um- und Ausbauten der gesamten Anlage vor, verlängerte die Zufahrtsstraße, ließ das Gelände einzäunen, um das Vieh zu halten, rodete einige umliegende Wälder, um weitere Häuser und einen weiteren Gutshof (Tre Pini) sowie Speicher (heute Sitz der Büros der S.p.A. Punta Ala) zu bauen. Andererseits pflanzte er neue Pinien, legte eine Wasser- und Stromleitung.
Nach dem Zweiten Weltkrieg wurde der gesamte Balbo-Besitz vom italienischen Staat wegen "Bereicherung am faschistischen Regime" beschlagnahmt. Die Erben gewannen zwar einen Restitutionsprozess, mussten aber dennoch 1959 den Komplex verkaufen, und in den 60er Jahren begann die Umgestaltung zu einem exklusiven Ferienzentrum.

## Punta Ala heute
Heute zeichnet sich Punta Ala durch den größten Yachthafen der tyrrhenischen Küste mit 900 Liegeplätzen, eine Flaniermeile mit Geschäften, Cafés und Restaurants sowie Hotels und Appartementanlagen der gehobenen Touristenklasse und Luxusklasse aus. Turnusmäßig finden zur Saison Regatten, Reit- und Golf-Turniere im Golf Club Punta Ala, Ferrari-Shows und andere soziale Aktivitäten statt.
Außerhalb der Saison sind fast alle Einrichtungen geschlossen.
Das Ortszentrum ist nur für Anwohner und Bootsbesitzer mit dem PKW zugänglich; "Zaungäste" müssen auf den Besucherparkplätzen oberhalb des Ortes Platz finden.